# 錦町站
- 關於位於宮城縣仙台市青葉區的仙台市電電車站（已停用），請見「錦町停留場 (宮城縣)」。
- 關於位於滋賀縣大津市的京阪電氣鐵道車站，請見「錦站」。
- 關於位於長野縣長野市，曾經名為錦町站的長野電鐵車站，請見「市役所前站 (長野縣)」。
- 關於位於山梨縣甲府市的山梨交通車站，請見「山梨交通電車線#車站列表」。

錦町站（日语：／ Yanaze eki */?）是位於山口縣岩國市錦町廣瀨，錦川鐵道的錦川清流線車站（終點站）。

## 歷史
- 1963年（昭和38年）10月1日 - 日本國有鐵道（國鐵）岩日線開設此站。
  - 當時車站位於山口縣玖珂郡錦町（日语：錦町 (山口県)）大字廣瀨。
- 1987年（昭和62年）
  - 4月1日 - 伴隨國鐵分割民營化，車站由西日本旅客鐵道（JR西日本）營運。
  - 7月25日 - 由錦川鐵道接管岩日線[2]。
- 2002年（平成14年）7月7日 - 利用已停止建設的岩日北線路基，於此站至雙津峽溫泉（日语：雙津峡温泉）之間開設遊覽車服務。該服務委托錦町（現時：岩國市）負責，在2003年招募該路線名稱，結果名為「哐哐列車」。
- 2006年（平成18年）3月20日 - 隨著岩國市（第二次）成立，車站地址變成現時的地址。

## 車站構造
車站是一座地面車站，設有1面1線的單式月台。車站旁設有車廠。
當初，此鐵路線預定延伸至六日市、日原方向。
此站是站員配置車站。車站大樓內設有自動售票機，可購買線內車票與聯絡JR線的近距離車票。另外，車站大樓內設有錦川鐵道株式會社的總部。
在車廠旁邊設有遊覧車「哐哐列車」的錦町站。

## 車站周邊
以下設施均位於車站的西北和西南方（沿岩國方向路軌的東邊方向都是森林地帶）
- 岩國市政廳錦綜合分所
- 岩國市立錦中央醫院
- 山口縣立岩國高等學校廣瀨分校（日语：山口県立岩国高等学校広瀬分校）
- 岩國市立錦清流小學
- 岩國市立錦中學
- 錦町簡易郵局
- 廣瀨郵局
- JA山口東 廣瀨分所
- 山口銀行廣瀨分店
- 山城商工會 錦分所
- 錦產品站
- 丸久（日语：丸久） 廣瀨店
- 三家本錦月堂
- 堀江酒場（釀造日本酒）
- 安樂寺
- 善教寺
- 長榮寺
- 廣瀨八幡宮
- 白山神社

## 巴士路線
站前設有「錦町站」巴士站。截至2017年12月初，所有路線均由岩國市生活交通巴士運行。各路線班次較少，部分日子不會服務，同時所有路線於年尾年頭（12月31日～1月2日）暫停服務。
- 美和地域方向〔錦中學前 - 錦中央醫院前 - 錦町站 - 根笠站前 - 岩屋 - 大正橋〕
- 高根（寂地、大原）線〔尾川 - 錦中學前 - 錦中央醫院前 - 錦町站 - 雙津峽溫泉 - 高根（- 柱瀨） - 深谷峽溫泉（- 寂地登山口）〕
- 府谷線〔尾川 - 錦中學前 - 錦中央醫院前 - 錦町站 - 道之驛 - 府谷 - 大久保〕
- 六日市線〔錦中學前 - 錦中央醫院前 - 錦町站 - 道之驛 - 六日市站〕
- 野谷線〔錦町站 - 錦中央醫院前 - 鳴谷 - 四分一〕 - 只於星期一、四服務

另外，在此站5分鐘步程處設有「丸久廣瀨店」巴士站，該處設有巴士路線前往本鄉口、周防本鄉方向，該路線除了假日外，只於星期一至五服務。每日設有2往返班次。

## 相鄰車站
錦川鐵道
錦川清流線
柳瀨－錦町

## 注腳
1. ↑  .   [2021年4月20日]. （原始内容存档于2021年3月5日） （日语）.
2. ↑  . 鐵道雜誌 (鐵道雜誌社). 1987-07, 21 (8): 128–129 （日语）.
3. 1 2  Google Inc.  (地图). Google Inc. 2017-12-06  [2017-12-06].
4. 1 2  住田至朗. . 鐵道雜誌. Express. 2017-11-25  [2017-12-05]. （原始内容存档于2021-05-26） （日语）. 全5回にわたる記事シリーズ（【私鉄に乗ろう 28】錦川鉄道錦川清流線）の最終回記事。取材時期は2016年7月後半（『【私鉄に乗ろう 28】 錦川鉄道錦川清流線　その1』序文から）
5. ↑  Google Inc.  (地图). Google Inc. 2017-12-06  [2017-12-06].
6. 1 2   (PDF). 岩國市. 2017-03-04  [2017-12-07]. （原始内容 (PDF)存档于2017-12-08） （日语）.
7. ↑   (PDF). 岩國市. 2017-03-04  [2017-12-07]. （原始内容存档 (PDF)于2017-12-07） （日语）.
8. ↑  . 錦川鉄道.   [2017-12-07]. （原始内容存档于2017-12-07） （日语）.

## 外部連結
- 錦川清流線各站介紹 錦町站 （页面存档备份，存于）（日語）（錦川鐵道）
- 哐哐列車　時間表＆費用 （页面存档备份，存于）（日語）（錦川鐵道）